# Городские говоры польского языка

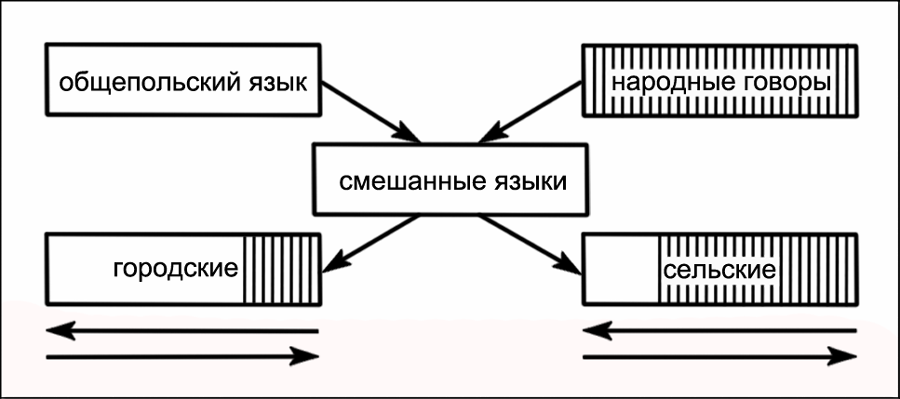
Основные тенденции изменений в польском языке во второй половине XX века — схема образования городских и сельских смешанных языковых формаций

Городски́е го́воры по́льского языка́ (также городские диалекты, городские смешанные языки, городские супрадиалекты, городские интердиалекты, городские смешанные варианты, региолекты; пол. gwary miejskie, dialekty miejskie, miejskie języki mieszane, mowa miejska, supradialekty miejskie, interdialekty miejskie, miejskie odmiany mieszane, regiolekty) — смешанные языковые формы разговорного польского языка, характерные для жителей некоторой части городов Польши. Сложились ко второй половине XX века в результате взаимодействия главным образом общепольской обиходно-разговорной речи в её региональной форме с сельскими диалектами. От сельских смешанных формаций отличаются, как правило, меньшей степенью диалектного влияния. Помимо диалектизмов включают разного рода архаизмы, заимствования из других языков, собственно городскую лексику, которые вошли в языковую систему говоров в результате различных исторических судеб тех или иных польских регионов. Например, познанский говор формировался в пределах Прусского королевства (позднее — Германской империи), в которых Познань была относительно обособлена от других городов и регионов Польши, что способствовало среди прочего сохранению архаичных черт и многочисленному заимствованию германизмов в обиходную речь познаньцев.
Из-за широкого распространения в польском языковом ареале городских смешанных форм речи с середины XX века некоторые языковеды посчитали возможным рассматривать городские говоры как третью основную разновидность польского языка наряду с литературным языком и сельскими говорами.

## Выделение как особой языковой единицы

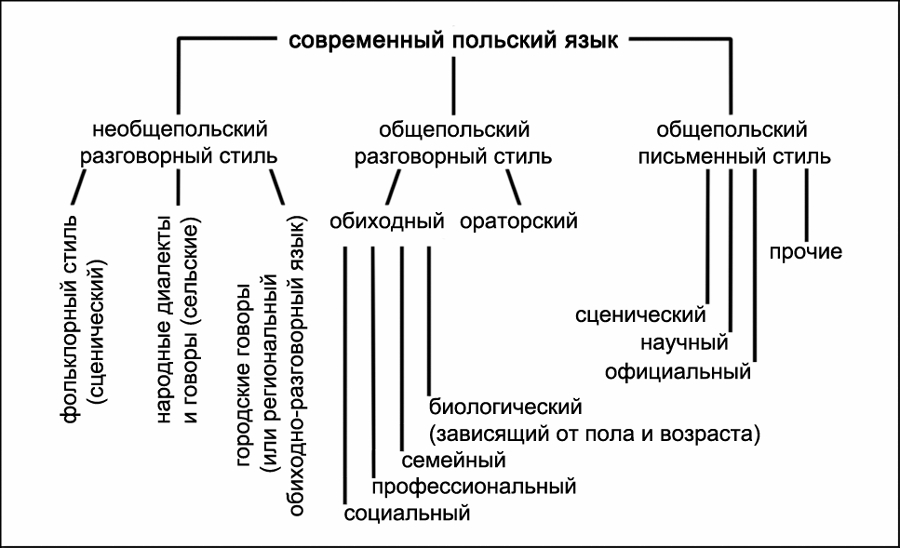
Место городских говоров в классификации разновидностей польского языка Скубалянка, Тереса

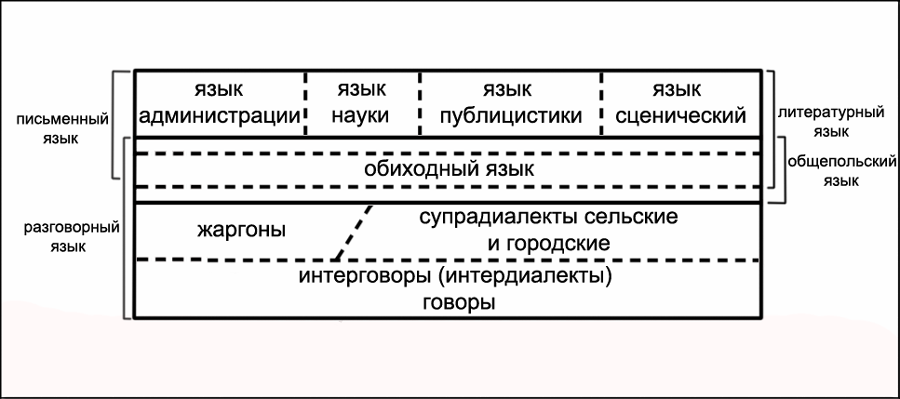
Место городских говоров (супрадиалектов) в схеме вариантов польского языка Гайда, Станислав

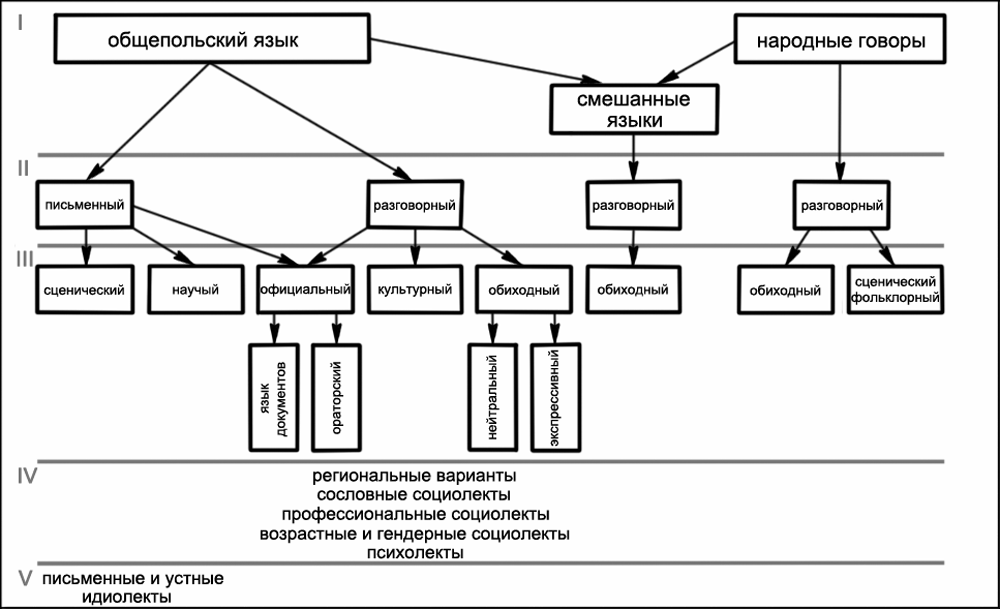
Место смешанных языковых формаций (городских и сельских) в схеме разновидностей польского языка Вильконь, Александер

Городской говор или городская смешанная языковая формация как отдельная языковая единица описывается в классификациях разновидностей польского языка (под разными наименованиями) З. Клеменсевичем (1956, 1961), А. Фурдалем (1973), Т. Скубалянкой (1976), С. Урбанчиком (1979), Х. Курковской (1981), С. Гайдой (1982), А. Вильконем (1989), В. Писареком (1994) и другими исследователями.
На схеме типов и разновидностей, в которых выступал польский язык ко второй половине XX века, З. Клеменсевич обозначил место городского говора (gwara miejska) между общепольским языком (język ogólny) и региональным языком, под которым имелись в виду как региональный вариант общепольского языка, так и сельские говоры. На схеме А. Фурдаля, построенной на языковых критериях (с учётом особенностей фонетики, морфологии, синтаксиса и лексики), городской говор обозначен как «городской язык» (miejskie język) или как часть этого «языка». Городской язык при этом образует одну из трёх основных формаций польского языка наряду с литературным языком и народным языком (сельскими диалектами). Согласно схеме А. Фурдаля в городском языке можно выделить профессиональный (zawodowy), обиходно-разговорный (potoczny) и сценический (artystyczny) варианты. В классификации разновидностей (стилей — в терминологии автора) польского языка Т. Скубалянки городские говоры (gwary miejskie) отождествляются с разговорным региональным польским языком (regionalny język potoczny) и вместе с сельскими говорами и фольклорным стилем отнесены к одному из трёх основных стилей польского языка — к необщепольскому разговорному стилю. На типологической схеме польского языка С. Урбанчика городские говоры (gwary miejskie) тесно связаны с сельскими говорами, жаргонами и разговорным языком как отдельной разновидностью общепольского языка. С. Гайда выделил городской говор под термином «городской супрадиалект» (supradialekt miejski) как одну из разновидностей полудиалектной речи, которая характерна также и для сельской местности (интердиалекты и супрадиалекты возникли стали результатом интерференции говоров и интердиалектов с литературным языком). А. Вильконь в своей схеме разновидностей польского языка поместил разновидность польского, определяемую чаще всего, как городской говор, в группу смешанных городских и сельских языков (języki mieszane), сложившихся при взаимодействии общепольского языка и народных говоров. Б. Выдерка вслед за З. Тополиньской к постдиалектным сельским и городским формациям применяет термин «интердиалект», а также отмечает распространение в последнее время применительно к этим формациям термина «региолект».
Несмотря на многочисленные дискуссии о содержании понятия «городской говор», общепринятого его определения в польском языкознании по мнению, в частности, Х. Курковской и ряда современных лингвистов не сложилось. Некоторые исследователи польского языка при этом считают сомнительным выделение такой языковой единицы, как «городской говор», в частности, М. Карась полагал, что с точки зрения лингвистики недостаточно аргументов, которые бы позволили смотреть на «городской говор», как на «особый языковой феномен».
Вместе с разнообразием терминологии (городской говор, городской диалект, городской смешанный язык, городской супрадиалект, городской смешанный вариант) у авторов, исследующих типологию польского языка, могут отмечаться различия в понимании, которое они придают названным ими языковым разновидностям. Так, термин «городской язык» у одних авторов понимается только как собственно городской говор, у других — как совокупность всех разновидностей разговорной речи, характерных для городских жителей: литературной, жаргонной, диалектной, смешанной. Такое широкое понимание «городского языка» встречается, в частности, в работах В. Любася. Между тем Б. Нововейский подчёркивает, что термины типа «язык города» (język miasta) зачастую являются отражением языковой ситуации в городе во всём её разнообразии, а потому охватывают более широкое понятие, чем собственно «городской говор» (gwara miejska), который только отчасти взаимодействует с профессиональными и классовыми социалектами, городской топонимией и другими явлениями в языковом пространстве города.
Кроме этого, по замечанию А. Вильконя к городским говорам не следует относить говоры небольших городов или говоры городских предместий, тождественные говорам соседних сёл, какие распространены, например, в Верхней Силезии и Кашубии. Диалектные системы этих говоров не образуют смешанных форм с наличием общепольских языковых признаков, а существуют параллельно с общепольским языком в разных коммуникативных сферах и являются неотъемлемой частью силезского или кашубского диалектного (или языкового) единства. Также не следует смешивать с «городским говором» понятие «региональный вариант литературного языка» (регионально окрашенная литературная речь). Несмотря на то, что городской говор сходен с региональным вариантом литературного языка, так как вбирает в себя большинство его языковых черт (генетически связанных с местными сельскими говорами), для городского говора характерен охват целой совокупности языковых черт диалектного происхождения, а не включение как в региональных вариантах отдельных фонетических или грамматических диалектных явлений. На разницу между данными языковыми разновидностями указывает, в частности, М. Куцала, отмечая при этом, что регионализмы допустимы в литературном языке, а городские диалектизмы, как и сельские, будут являться отклонением от литературной нормы. В то же время по словам А. Вильконя граница между региональными вариантами литературного языка и городскими говорами, как в случае, например, с варшавским говором и варшавским вариантом литературного языка не всегда является достаточно чёткой. Причём некоторые исследователи не считают возможным разделять понятия «городской говор» и «региональный польский язык», как, например, К. Хандке. Она отмечает тенденцию к замене термина «городской говор» такими терминами, как «городской польский язык» или «разговорный польский язык городов», предлагая также своё название «обиходный разговорный вариант языка городских жителей».

## История
По мнению А. Вильконя, формирование смешанных городских языковых формаций начинается со второй половины XIX века в связи с началом промышленного развития в Польше, когда крестьяне стали переселяться в города для работы на заводах и фабриках. При этом сельские говоры в разной мере смешивались с обиходно-разговорными региональными вариантами общепольского языка. Массовым этот процесс стал после Второй мировой войны. В результате были сформированы смешанные языковые формы в различных разновидностях, зависящих от диалектного типа, распространённого в регионе, от степени проникновения диалектизмов в городскую речь, от исторических особенностей региона и т. д. Также смешанные говоры стали возникать в сёлах, но уже в связи с экспансией литературного языка: с широким распространением в сельской местности городской культуры, введением обязательного школьного образования, усилением роли средств массовой информации в жизни жителей села и т. п.

## Характеристика
Смешанные языковые формации, как городские, так и сельские, являясь идиомами исключительно обиходно-разговорными, характеризуются широкой вариативностью. Они проявляют разное соотношение диффузии общепольского разговорного языка и диалекта как в целом, так и отдельно на каждом из языковых уровней. Черты смешанных идиомов при этом неустойчивы, изменчивы, имеют разную степень употребительности среди носителей. Согласно исследованиям А. Вильконя, сложно определить какие черты в смешанных языках чаще всего преобладают. Имеются смешанные формации как с преобладанием черт общепольского языка, так и с преобладанием диалектных черт. В ряде говоров соотношение этих черт может быть примерно равным. По отношению к городским смешанным идиомам З. Клеменсевич и С. Урбанчик отмечали, что в них имеется большое число признаков общепольского языка, превышающее число диалектных признаков. При этом для большинства смешанных идиомов характерна общая тенденция — усиление влияния разговорной формы литературного языка и всё большее распространение его черт, вытесняющих диалектные. Наиболее быстрыми темпами вытеснение диалектных элементов происходит в речи жителей центральных районов Польши. В ряде случаев, как, например, в малых городах и в сёлах Верхней Силезии может отмечаться и обратный процесс, при котором число диалектных черт в смешанной формации увеличивается, а число общепольских черт уменьшается. Такой процесс характерен для тех обществ, в которых проявляется сознательное стремление сохранять свою этническую и языковую обособленность.
Формирование смешанных языковых формаций происходит в результате взаимодействия региональных обиходно-разговорных форм общепольского языка с сельскими говорами, но в некоторых случаях возможно влияние, и даже очень значительное, других функциональных стилей литературного языка, как, например, публицистического в случае воздействия на смешанный идиом средств массовой информации.
Отличия на уровнях фонетики, морфологии, синтаксиса и прежде всего лексики во многих городских говорах имеют характер региональных особенностей, выражающихся в основном собственными чертами интонации, обычно лексикализованными и единичными нелексикализованными фонетическими чертами, словарным составом, фразеологией, определёнными стилевыми чертами, чаще всего в экспрессивной речи. При том, что чаще всего в городских говорах преобладают черты обиходно-разговорного стиля литературного языка, С. Урбанчик наиболее близкими диалектным явлениям в городском говоре фонетические, морфологические и лексические особенности (с заметным влиянием на лексику жаргонов). З. Клеменсевич отмечал близость синтаксиса городского говора к диалектному. Вместе с тем, как считает А. Дышак, морфология и синтаксис городских говоров немногим отличается от общепольских. Основным же компонентом городских говоров, отличным от литературного языка, он называет лексику. В лексический состав городских говоров включают в первую очередь диалектизмы, распространённые в окружающих город сёлах. К ним также относят заимствования из других языков (которые могут быть одновременно и диалектизмами). Кроме них Б. Вальчак выделял такие лексические элементы городских говоров, как:
- слова, неизвестные в общепольском языке;
- слова, известные в общепольском языке, но в другом значении, нежели в говоре;
- устаревшие слова или слова, выходящие из употребления в общепольском языке;
- слова, известные в общепольском языке, но имеющие в нём стилистическую окраску, при том, что в говоре эти слова являются нейтральными.

## Территориальные разновидности

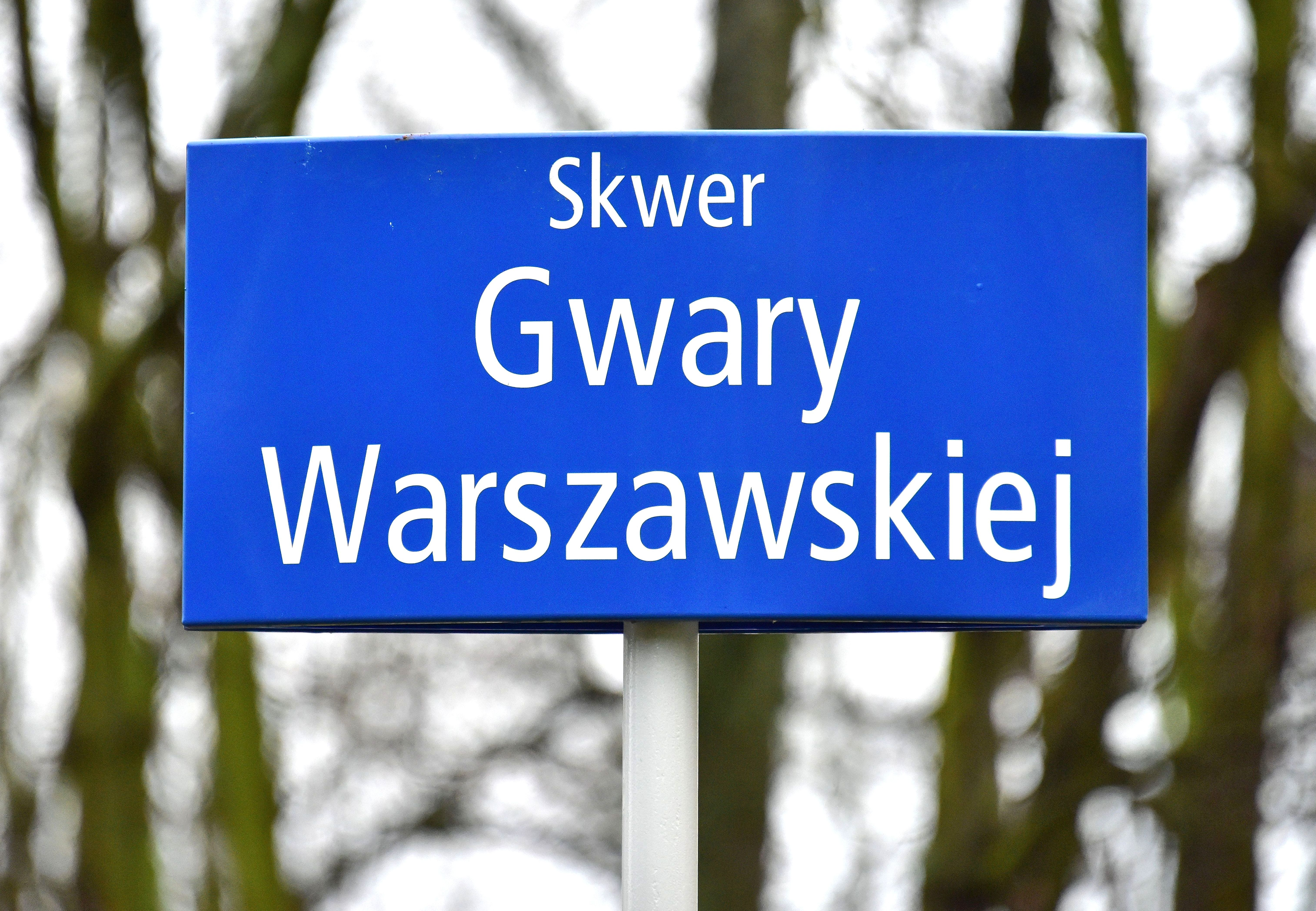
Табличка в сквере, названном в честь варшавского говора

Для каждого города характерен определённый, только ему присущий тип говора, который противопоставлен говорам других городов, находящихся в других регионах и имеющих свою специфику социального состава горожан, свои политические и культурные традиции и другие особенности. Поэтому по отношению к городским говорам З. Клеменсевич применял, например, такие определения или описания как «разновидности городского говора», а А. Фурдаль — «региональная дифференциация городских диалектов». Между тем при всех различиях городские говоры могут иметь схожие языковые признаки, сложившиеся на основе диалекта определённого региона или в силу исторических причин. Например, большое число языковых явлений объединяют быдгощский и познанский городские говоры, поскольку города Быдгощ и Познань расположены на территории распространения великопольского диалекта, на основе говоров которых указанные городские идиомы формировались. Также исторически Быдгощ и Познань длительное время находились под властью Пруссии, что привели к появлению в говорах обоих городов заимствований из немецкого языка. При этом нельзя говорить о бытовании одного и того же говора в Быдгоще и Познани, так как великопольские говоры предместий Быдгоща и Познани имеют некоторые различия, также различаются степень, характер и продолжительность влияния сельских говоров на говоры городов, различаются также число заимствованных германизмов и их фонетическое оформление в польском языке.
По мнению А. Фурдаля в польском языковом ареале насчитывается 7 диалектных областей с городскими говорами, выделяющихся прежде всего по фонетическим признакам: варшавская, краковская, северномалопольская, силезская, познанская, поморская и северномазовецкая. К ним он считал возможным также добавить диалекты репатриантов: львовский и виленский. Этим областям противопоставлены районы центральной Польши, в которой городских говоров не сложилось в большинстве городов (исключая, в частности, Варшаву). Б. Выдерка упоминает о трёх наиболее отчётливо сформировавшихся в 1990-е годы регионах с сельскими и городскими интердиалектами — севернопольском, малопольском и силезском. В то же время не все исследователи польского языка соглашаются с выделением того или иного городского говора, отмечая недостаточную изученность этой проблемы. В частности, Х. Курковская в исследовании варшавского говора отмечала, что «до сих пор нам не удавалось ни точно описать его [варшавского говора] носителей, ни исчерпывающе описать его отношение к мазовецкому диалекту и к разговорному общепольскому языку».
К числу наиболее изученных и известных городских говоров относят варшавский говор, лодзьский говор, познанский говор, быдгощский говор, гнезненский говор, белостокский говор, львовский говор и другие.

## В языковой ситуации городов

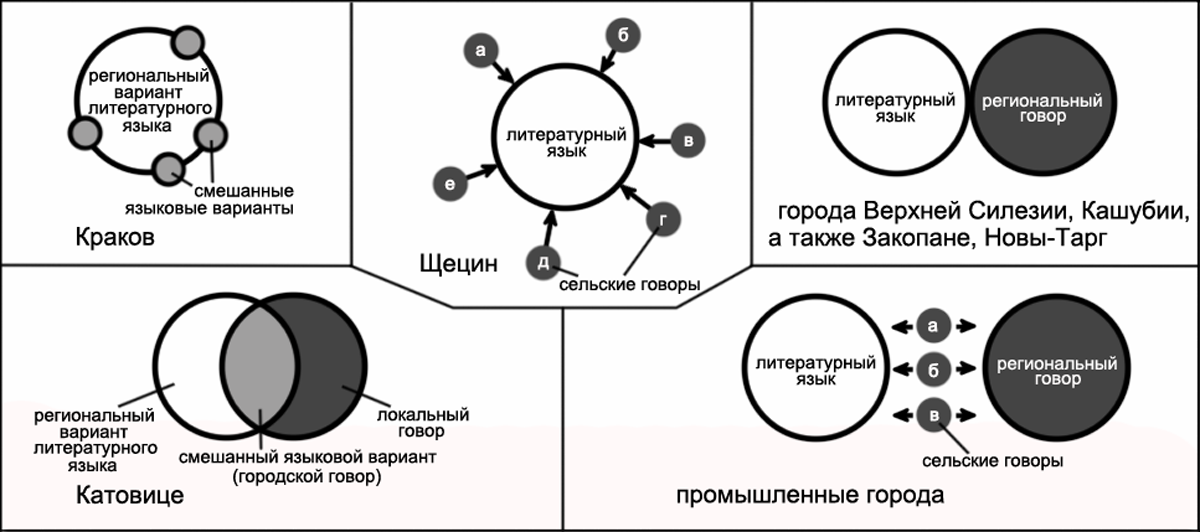
Типы языковой ситуации в польских городах к концу XX века согласно исследованиям Вильконь, Александер (1987)

Городской говор является одним из нескольких вариантов городской речи. Чаще всего он используется наряду с региональным вариантом общепольского разговорного языка. В ряде случаев наряду с городским говором и региональным вариантом в городе может использоваться также сельский диалект. В некоторых городах городской говор не сложился и в разговорной сфере доминирует литературный язык в той или мере дополненный региональными языковыми формами (или же почти без регионализмов). Возможно также сосуществование в городе общепольского языка и сельского диалекта при отсутствии городского говора. В ряде случаев языковая ситуация осложняется тем, что та или иная форма речи может быть ограничена (хотя и очень нечётко) в использовании определённым районом города или социальной группой горожан. В каких-то городах смешанный идиом уже выходит из употребления, в каких-то он только начинает формироваться.
Городской говор не сложился (по данным на конец XX века) в таких городах, как, например:
- Краков, в котором доминирует краковский вариант литературного языка, а на окраинах отмечаются смешанные идиомы с разной степенью влияния общепольского языка (в основном в бывших сёлах, включённых теперь в черту города), используемые главным образом работниками, занятыми в сельскохозяйственной отрасли, лицами с низким уровнем образования; городской говор в этом случае как целостная языковая единица отсутствует;
- Щецин и другие города Возвращённых земель, в которых доминирует литературный язык без регионализмов; несмотря на то, что всё ещё остаются носители разнородных переселенческих говоров и смешанных идиомов (в основном или даже исключительно лица старшего поколения), однонаправленный процесс вытеснения диалектной речи литературной продолжается; такая языковая ситуация характерна для территорий, в которых нет доминирующего местного говора (диалектного единства) и потому языковая интеграция происходит на основе литературного языка;
- города Верхней Силезии, Кашубии, а также частично Закопане, Новы-Тарг и другие, в которых сложилось двуязычие; местный говор (тот же, что распространён в окружающих сёлах), не подвергшийся сколько-нибудь значительному влиянию литературного языка (за исключением некоторого лексического влияния), выступает в городах по всей их территории в качестве средства повседневного общения во всех сообществах горожан (в семейном общении, с коллегами по работе и т. п.); общепольский язык при этом используется в работе администрации, в школьном обучении, в театрах и прочих подобных общественных местах, в бытовом общении общепольский используют только приезжие из других городов и отчасти местная молодёжь;
- некоторые промышленные города, в которых распространён свой местный говор и в которые переселяются носители других говоров, при этом языковая интеграция происходит частью на основе общепольского языка и частью на основе местного говора.

Городской говор сформировался в таких городах, как, например, Катовице, в котором изначальная ситуация двуязычия была сходна с ситуацией в городах Верхней Силезии и Кашубии, но со временем начался процесс смешения общепольского языка и местного говора. Типичным для таких городов являются явление языковой интерференции с сопровождающими её признаками гиперкоррекции, вариативности, лексикализации системных явлений. Формирование городского говора при этом охватывает население всей территории города и характерно не только для социального слоя рабочих.
В таких городах, как Лодзь в рабочих районах, типичным из которых является район Балуты, были широко распространены элементы местного говора, но после того, как Лодзь стала студенческим городом, превратившись в один из важнейших культурных центров Польши, значительно усилилось влияние литературного языка и уже к 1980-м годам нельзя было говорить о существовании лодзьского говора, в полной мере сохраняющего черты своей языковой системы.
Ряд исследователей феномена городской речи польского языка (З. Клеменсевич, А. Фурдаль, М. Куцала) приписывают использование городских говоров главным образом лицам с низким уровнем образования, работникам, занятым физическим трудом и торговлей, недавним переселенцам из сельской местности, не в полной мере овладевшим литературным языком. Что даёт возможность рассматривать городской говор отчасти как социальное явление. В то же время по мнению, например, Х. Курковской и С. Скорупки не следует отождествлять городской говор с социолектом. Кроме того, сам З. Клеменсевич отмечал, что городской говор относится к территориально распространённым разновидностям польского языка, определяя его как «локальный вариант» или «локальный язык» наряду с народными (сельскими) диалектами и региональными вариантами литературного языка.

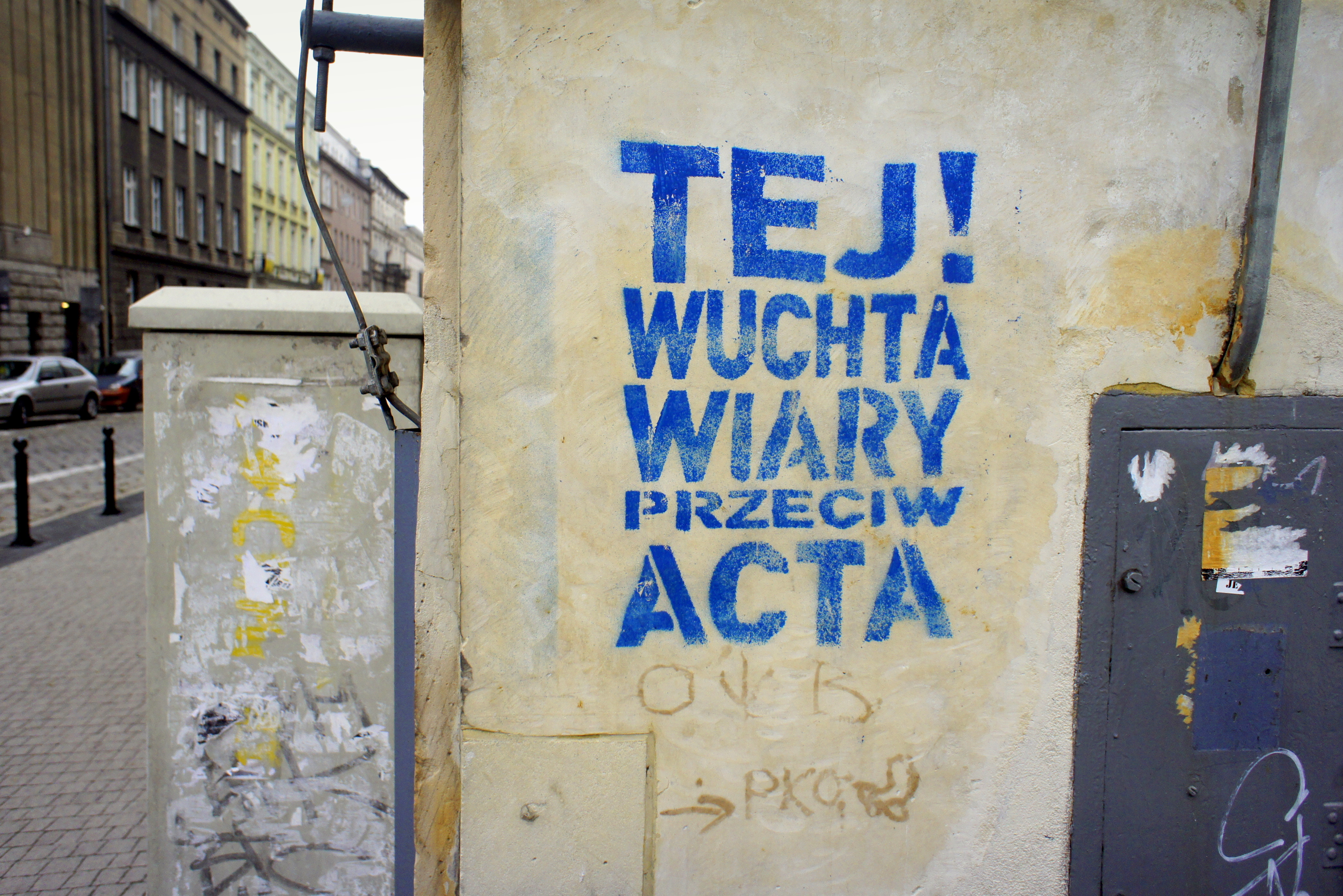
Надпись на познанском говоре Tej! Wuchta wiary przecziw ACTA «Эй, вы! Народ против ACTA» (диалектное выражение wuchta wiary соответствует польскому литературному dużo ludzi «толпа, сборище, множество людей»)

Для жителей современной Польши характерна тенденция подчёркивать свою региональную идентичность (в одних регионах она может быть ярко выражена, в других не очень заметна и проявляться среди небольшой части населения), тем самым показывая своё происхождение, связь с «малой родиной», культурную самобытность своей местности. В этом контексте говоры, включая и городские, становятся определяющим фактором региональной идентичности и начинают восприниматься как некая ценность, часть нематериального культурного наследия, которая требует сохранения. Таким образом, в настоящее время единственная когда-то сфера использования говоров как ежедневного коммуникативного средства сужается, но возрастает при этом значение говоров как показателей территориального самосознания и наблюдается их проникновение в иные сферы употребления, в частности, в сферу письменности. Жители региональных городов стараются сознательно использовать в общении местные говоры, что наблюдается в первую очередь в городской среде регионов с сильными традициями культурной самобытности, как, например, в Верхней Силезии или Подгалье. Кроме того, особенности речи становятся элементом местной достопримечательности, привлекающим в тот или иной город туристов. Одним из регионов с высокой степенью сохранения традиционной культуры и местного языка является, в частности, Западная Великопольша. Распространённый в этом регионе городской говор Познани до сих пор в той или иной мере сохраняется в культурном пространстве города. Многие горожане относятся к нему положительно, рассматривая его как часть своей истории и культуры. Несмотря на то, что число носителей городского говора снижается, жители Познани пытаются его популяризировать. Познанский говор можно было услышать в радиопередачах (некоторые диалоги из радиопостановок были изданы в книгах, одна из первых вышла под названием «Wuja Ceśku opowiada», а одному из персонажей радиопередач Старому Марыху, ставшему символом познанского говора, поставили памятник). На познанском говоре печатались заметки в издававшейся до 2006 года газете Gazeta Poznańska (собранные и выпущенные отдельной книгой), проводятся конкурсы знания говора, например, в цифровом издании газеты Głos Wielkopolski. На познанский говор переведены книги «Маленький принц» (с заглавием Książę Szaranek) и сказка о Винни-Пухе (под названием Misiu Szpeniołek). Познанский можно услышать в современных песнях рэп-исполнителей. Познанский широко представлен также на многочисленных сайтах в широко понимаемом виртуальном пространстве от фан-страниц, блогов, мемов и до интернет-магазинов, а также в публичном пространстве — в музеях, уличных надписях, названиях объектов, программ и акций, проводимых с целью популяризации говора.